# Henk Hellegers
H.A.G. (Henk) Hellegers (Wouw, 25 mei 1955) is een Nederlands bestuurder en PvdA-politicus.

## Biografie

### Jeugd, opleiding en loopbaan
Hellegers is geboren in een katholiek gezin in Wouw. Hij heeft twee jongere zussen. Zijn vader was beroepsmilitair. Als kind wilde hij graag architect worden. De eerste drie jaar van zijn lagereschooltijd bracht hij door in Wouw. Vanwege de kwaliteit van het onderwijs vonden zijn ouders het beter dat hij de laatste drie jaar naar de Broederschool in Roosendaal ging. Daarna ging hij naar de HBS.
Hellegers ging na de middelbare school politicologie studeren aan de Katholieke Universiteit Nijmegen. Na twee jaar en het behalen van zijn kandidaatsdiploma ging hij daar communicatiewetenschappen (massacommunicatie) studeren en behaalde er na drie jaar zijn doctoraaldiploma. Hierna heeft hij de studie politicologie weer opgepakt en heeft hij ook deze afgerond met een doctoraaldiploma. Hij was na zijn studie korte tijd freelance journalist voor BN DeStem en werkte hij als beleidsmedewerker binnenlandse zaken, politie en minderhedenbeleid voor de Tweede Kamerfractie van de Partij van de Arbeid (PvdA).

### Politieke loopbaan
Hellegers werd aan het eind van zijn studie lijsttrekker van de PvdA in Wouw en in 1978 werd hij er de eerste ‘rode’ gemeenteraadslid in het katholieke dorp. In 1982 werd hij daar opnieuw lijsttrekker en won de PvdA drie zetels. Samen met het CDA hadden ze een nipte meerderheid en werd hij er ook wethouder. Ton Rombouts was toen net burgemeester van Wouw.
Hellegers werd op 1 maart 1989 burgemeester van Dussen. Hij werd toen op 33-jarige leeftijd de jongste burgemeester van Nederland. Bij de gemeentelijke herindeling van 1 januari 1997 ging Dussen op in Werkendam waarvan Hellegers burgemeester werd. Van 2003 tot 2007 was hij lid van de Provinciale Staten van Noord-Brabant. Vanaf 15 april 2009 was hij burgemeester van Uden. Op 1 januari 2022 fuseerde Uden samen met Landerd tot Maashorst waarmee er een eind kwam aan zijn ambt in Uden.

### Nevenfuncties
Hellegers is voorzitter van het Brabants Heem, voorzitter van de Raad van Toezicht van Zorgcentrum Het Hoge Veer en voorzitter van de Erfgoedvereniging Heemschut.

### Persoonlijk
Hellegers huwde op 16 februari 1979 in Wouw. Samen met zijn vrouw heeft hij twee zoons. In 2014 werd hij benoemd tot Ridder in de Orde van Oranje Nassau.